# Joseph Selbst
Joseph Selbst (* 26. Oktober 1852 in Mühlheim am Main; † 19. Dezember 1919 in Mainz) war ein deutscher römisch-katholischer Professor für Exegese des Alten Testaments. Er arbeitete unter anderem zur Geschichte des Kirchengesangs und anderen Themen der Liturgiewissenschaft, zur Ekklesiologie nach den alttestamentlichen Prophetenbüchern und zahlreichen anderen Themen der alttestamentlichen Exegese.

## Leben
Selbst studierte ab 1870 in Mainz Katholische Theologie, wurde 1874 zum Priester geweiht, wirkte dann als Kaplan in Bensheim und ab 1883 als Religionslehrer in Worms, ab 1887 dann in Mainz, zuletzt als Generalvikar. 1886 wurde er in Freiburg im Breisgau mit einer Arbeit über Die Kirche Jesu Christi nach der Weissagung der Propheten promoviert, 1892 dort Professor für alttestamentliche Exegese. Die dem katholischen Kulturkampf und der Neuscholastik verpflichtete Zeitschrift Der Katholik wurde von 1907 bis 1918 zeitweise von ihm herausgegeben.

## Werke (Auswahl)
- Der katholische Kirchengesang beim heiligen Meßopfer, 1880
- Die musikalische Erziehung, 1882
- Die Kirche Jesu Christi nach der Weissagung der Propheten (Diss. Freiburg), 1883
- Die Geschichte Davids im Lichte der protestantischen Bibelkritik und Geschichtsforschung, 1890
- Das Reich Gottes im Lichte der Parabeln des Herrn wie im Hinblick auf Vorbild und Weissagung, 1897
- Neubearbeitung von: Christoph Moufang: Officium divinum. Ein katholisches Gebetbuch, lateinisch und deutsch, zum Gebrauch beim öffentlichen Gottesdienst und zur Privatandacht, 1898
- Die Verehrung des Allerheiligsten Altarsakramentes nach dem Rundschreiben Leos XIII. vom 28. September 1902, 1903
- Neubearbeitung von: Ignaz Schuster – Johann Baptist Holzammer: Handbuch zur biblischen Geschichte Altes Testament, 1905–06